# 金雀鯛
金雀鯛（學名：Pomacentrus aurifrons），是輻鰭魚綱鱸形目雀鯛科雀鯛屬的其中一種，分布於中西太平洋巴布亞紐幾內亞、索羅門群島與萬那杜海域，深度2至14公尺，本魚體呈卵圓形且側扁，吻部圓鈍，體被櫛鱗，體色淺灰色到近白色，頭部鱗片上有藍色斑點，身體鱗片大多數上有藍色條紋，寬闊的黃色區域包括鼻子、前額和前背棘基部，背側、臀鰭和尾側有藍色的軟條，背鰭硬棘上有狹窄的黃色邊緣，背鰭硬棘13枚、背鰭軟條12枚、臀鰭硬棘2枚、臀鰭軟條13枚，體長可達6.2公分，棲息在沿岸珊瑚礁及礁石平台，成群活動，以浮游生物為食，繁殖期時成對出現，雄魚會守護卵直到孵化，生活習性不明。